# Obrov
Obrov este o localitate din comuna Hrpelje-Kozina, Slovenia, cu o populație de 187 de locuitori.